# Deutscher Arbeiter-Abstinenten-Bund
Der Deutsche Arbeiter-Abstinenten-Bund (DAAB) wurde 1903 gegründet und stellte den wichtigsten alkoholgegnerischen Verein der sozialdemokratischen Kulturbewegung dar. Die ersten Mitglieder waren abstinent lebende Sozialdemokraten, die das Ziel verfolgten, den Alkoholismus innerhalb der Arbeiterschaft zu bekämpfen. Organisatorisch stand der DAAB auf dem dezentralistischen Fundament selbstständiger Gau- und Ortsgruppen. Die Bundeszentrale war in Berlin angesiedelt.
Die Besonderheit der sozialistischen Abstinenzbewegung und das Unterscheidungsmerkmal von den bürgerlichen Mäßigkeits- oder Abstinenzverbänden, die den Alkohol vor allem wegen seiner individuellen Schädlichkeit bekämpften, stellte hauptsächlich zur Zeit des deutschen Kaiserreichs der Umstand dar, dass die Mitglieder des DAAB im Streben nach Abstinenz ein Mittel im Klassenkampf sahen, da ohne Alkohol dieser Kampf schneller, effektiver und vollkommener erreicht werden konnte.

## Mitgliederstruktur
Den Mitgliedern des Arbeiter-Abstinenten-Bundes war jedwede Konsumtion alkoholischer Getränke verboten. Mit diesem hohen Anspruch an die Lebensführung der Mitglieder des DAAB war ein Grundproblem des Vereins verbunden: Die mangelnde Stabilität des Vereinslebens durch eine beispiellose Mitgliederfluktuation. So wurden beispielsweise zwischen 1909 und 1911 einundsiebzig neue Ortsgruppen gegründet. Aber gleichzeitig stellten einunddreißig Lokalgruppen ihre Arbeit ein. Zwischen 1907 und 1911 konnten zwar 5800 neue Mitglieder geworben werden, gleichzeitig musste der DAAB aber auch 4900 Austritte hinnehmen. So zählte der alkoholgegnerische Verein kurz vor Kriegsende nur 2800 Mitglieder. Auch zur Zeit der Weimarer Republik konnte sich der DAAB nicht wesentlich vergrößern, die Mitgliederzahl stagnierte bei ca. 3000.
Die Sozialstruktur des DAAB war charakteristisch für eine sozialdemokratische Kulturorganisation. So prägten in erster Linie Handwerker und Facharbeiter die soziale Mitgliederstruktur. Der Anteil akademisch gebildeter Mitglieder war zwar einerseits verschwindend gering, deren Anteil an der Führungselite dafür auffallend groß. Der größte Teil der DAAB-Mitglieder war zwischen 26 und 40 Jahre alt. Die übergroße Mehrheit gehörte der SPD an.
Hinsichtlich der regionalen Verteilung der Mitgliedschaft lagen die Hochburgen des Vereins vor allem im norddeutschen Küstenbereich, Rheinland-Westfalen, Ostwestfalen und in Mitteldeutschland. Südlich der Mainlinie blieb der DAAB in der Diaspora.

## Publikationstätigkeit
Der Arbeiter-Abstinenten-Bund gab alle 14 Tage ein Vereinsorgan heraus, das vom Vorwärts-Redakteur Georg Davidsohn redigiert wurde und „Der abstinente Arbeiter“ hieß. 1911 hatte es eine Auflage von 4520 Exemplaren.
Der Erste Weltkrieg bedeutete für den DAAB einen radikalen Einschnitt. Nicht nur wurde die Organisationsstruktur in den Kriegsjahren weitgehend zerschlagen, auch die Zahl der Mitglieder sank auf 1100 und außerdem wurde die Alters- und Geschlechtsstruktur des Bundes in den folgenden Jahren recht einschneidend verändert.

## Programmatik
1912 billigten die Generalversammlungen der Arbeiter-Abstinenten-Bünde des deutschsprachigen Raums ein festes programmatisches Fundament: In diesem Programm bekannte sich die vereinigte sozialistische Anti-Alkoholbewegung der deutschsprachigen Länder offen zu den Grundsätzen der Sozialdemokratischen Parteien, in erster Linie seien die Arbeiterabstinenten Sozialdemokraten und dann erst abstinent. Den Alkohol bezeichnete man als das schwerste Hindernis der Arbeiterbewegung, da der Alkohol-Kapitalismus die Droge als gezielte Waffe zur Unterdrückung des Proletariats einsetzen würde. Die Überwindung des „Alkohol-Feinds des Proletariats“ könne nur durch Abstinenz errungen werden, Mäßigkeit sei hierzu ungeeignet. Deswegen forderten die vereinigte Arbeiter-Abstinenzbewegungen Deutschlands, Österreichs und der Schweiz die sozialdemokratischen Parteien auf, den Trinkzwang auf Parteiveranstaltungen zu beseitigen.
Die Faktoren, welche nach Auffassung der vereinigten deutschen, österreichischen und Schweizer Arbeiter-Abstinenten für die Verbreitung des Alkoholkonsums verantwortlich waren, seien einerseits der Einfluss des Alkoholkapitals und die industrielle Alkoholproduktion, andererseits die sozialen Probleme vieler Angehöriger der Arbeiterklasse, welche wegen ihrer trostlosen Lage Linderung im Alkohol suchen, und schließlich die traditionellen, in der Volkskultur verwurzelten Trinksitten, incl. des Trinkzwangs. Wegen dieser Faktoren sei der Alkoholkonsum (der Arbeiterklasse) im 19. Jahrhundert sprunghaft angestiegen, wodurch zahlreiche körperliche und geistige Krankheiten verursacht würden und schließlich durch Alkoholmissbrauch eine Degeneration des Volks einsetzen würde, da sich der Alkohol degenerativ auf die Gene der Menschen auswirke.
Man meinte, dass die Arbeiterklasse aufgrund ihrer misslichen Lage und ihrer mangelnden Bildung besonders durch den Alkohol gefährdet sei und dass der Konsum des Alkohols den sowieso schon verarmten Proletarier in immer noch größere Not treibe, da ihm durch seine Ausgaben für Alkohol nur noch wenig Geld zum Leben bleibe.
Die Arbeiterabstinenten sahen in ihrem Programm die sozialen Schäden des Alkohols nicht als die einzigen fatalen Auswirkungen des „Alkoholteufels“ an. Das Schlimmste überhaupt stellte nach ihrer Meinung die Belastung des Klassenkampfs durch „den saufenden Arbeiter“ dar, da der Alkohol diesen träge, stumpf und interessenlos mache. Der trinkende Arbeiter sei deswegen kein geeigneter Klassenkämpfer, sondern im Gegenteil eine wichtige Stütze des Kapitalismus.
An diesen grundsätzlichen Teil schlossen sich die Forderungen an die Arbeiterbewegung an: Der Trinkzwang auf Parteiveranstaltungen sollte beseitigt werden und stattdessen alkoholfreie Parteilokale durch genossenschaftliche Kooperation gegründet werden. Man wollte den Alkohol bei Streiks und Lohnkämpfen verbieten, genauso wie Alkoholinserate und -werbung in den Organen der sozialdemokratischen Partei und deren Organisationen.

## Vorgehensweise und Resonanz
Durch Propaganda und Agitation unter anderem auf Informationsveranstaltungen innerhalb der sozialdemokratischen Organisationen versuchte der DAAB vor dem Ersten Weltkrieg in der Arbeiterbewegung Fuß zu fassen. Man versuchte in den Sitzungsdiskussionen wann immer möglich auf das Alkoholproblem hinzuweisen.
Aber vor allem in der Startphase ihres Abstinenz-Projekts im deutschen Kaiserreich, aber teilweise auch noch in der ihrem Anliegen günstiger gesinnten Zeit der Weimarer Republik, genossen die Arbeiter-Abstinenten kein besonders großes Ansehen in Teilen der Arbeiterschaft. Sie wurden oft beschimpft und verhöhnt, wenn sie bei bierseligen Partei- und Gewerkschaftsversammlungen auftraten. Oft verwehrte man den Mitgliedern des DAAB den Zugang zu (mit Bier gute Geschäfte machenden) Volkshäusern oder trieb die Saalmieten derart in die Höhe, dass sich die DAAB-Anhänger diese nicht mehr leisten konnten.
Die Gründe für die ablehnende Haltung vieler Arbeiter auch den proletarischen Anti-Alkoholkämpfern gegenüber lagen auch im moralisierenden, oft die Arbeiterklasse abwertenden Ton der bürgerlichen und christlichen Anti-Alkoholbewegungen begründet, welche meist schon früher an die Arbeiter herangetreten waren. Die Ablehnung lag aber auch an den Arbeiter-Abstinenten selbst und ihrem unsensiblen Auftreten, welche zu jeder sich bietenden Gelegenheit den alkoholgegnerischen Standpunkt gegenüber ihren Klassengenossen energisch vertraten.

## Wandel des DAAB in der Weimarer Republik
Betrachtet man die Gesamtentwicklung des DAAB im Laufe der Weimarer Republik, lässt sich ein Wandel vom radikalen Agitations- und Propagandaverein hin zu einer Organisation beobachten, die sich an lebensreformerischen Idealen orientierte. Verstärkt wurde diese Entwicklung durch die Hinwendung des DAAB zu den sozialistischen Kulturorganisationen, welche, oft selbst lebensreformerisch orientiert, stärker an den Fragen einer abstinenten Lebensführung interessiert waren als viele Delegierte auf den Partei-Veranstaltungen der SPD, die oft wenig Interesse an der Propaganda in Schrift und Rede gezeigt hatten.
Diese lebensreformerischen Tendenzen des DAAB in der Weimarer Republik gingen so weit, dass manche Mitglieder des DAAB schließlich eine Umbenennung des Vereins begrüßt hätten, welche zum neuen Namen „Verein für sozialistische Lebensführung“ geführt hätte und den Kampf gegen den Tabak offiziell in den Zielkatalog des Vereins mit aufgenommen hätte. Obwohl diese Umbenennung nicht zustande kam, wurde der Konsum von Tabak in der zweiten Hälfte der Weimarer Republik bei den sozialistischen Alkoholgegnern ein absolutes „NoGo“, nachdem die dezidierten Lebensreformer im DAAB umso mehr danach strebten, den Kampf gegen Nikotin und andere Narkotika in die Programmatik des DAAB mit aufzunehmen. Das Thema war zum Dauerbrenner auf Versammlungen des DAAB geworden, wobei sich die Bundesspitze gegen eine Aufnahme in das offizielle Programm des Vereins wehrte, da man eine Zersplitterung der Kräfte befürchtete, wenn man Raucher dann nicht mehr für den Kampf gegen den Alkohol gewinnen könne. Dieser war für die führenden Kräfte im DAAB wichtiger, wobei man argumentierte, dass Alkohol die schlimmeren sozialen Folgen nach sich ziehe. Außerdem betrachtete man das Nikotin nicht als in dem Maße gesundheitsschädlich wie den Alkohol. Somit müsse der DAAB erst den Alkohol besiegen, bevor man sich dem Kampf gegen das Nikotin widmen könne. Bis 1928 war die Agitation der Nikotingegner im DAAB allerdings so stark, dass man auf dem Bundestag 1928 eine Entschließung verabschiedete, die auf die Schäden des Nikotinkonsums hinwies und allen Mitgliedern des DAAB dringend davon abriet zu rauchen.
Durch die Impulse des lebensreformerischen Denkens, wegen der geänderten Trinkgewohnheiten und niedrigeren Verbrauchmengen des Alkohols in der Zwischenkriegszeit änderte sich auch die Akzentuierung der Argumente gegen den Alkoholkonsum: Statt das besinnungslose (narkotische) Trinken der Vorkriegszeit kritisierte man nun die als bürgerlich angesehenen Trinkgewohnheiten der Zwischenkriegszeit. Der mäßige, kontrollierte Alkoholkonsum nach Feierabend oder beim gemütlichen Beisammensein wurde nun zum Feindbild der Arbeiterabstinenten. So sah man in der Weimarer Republik nicht mehr im körperlichen und seelischen Zerfall des Proletariats die große Gefahr für die organisierte Arbeiterschaft, sondern erkannte diese in der kulturellen Schädlichkeit des Alkohols. Das Gewohnheitstrinken nach Feierabend führte nach Meinung des DAAB zur Gefahr der „Verspießerung des Proletariats“.
In der Zeit der Weimarer Republik, vor allem seit 1923 war der Deutsche Arbeiter-Abstinenten-Bund so vor allem eine reformistische Wohlfahrts- und Lebensreformorganisation als fester Bestandteil des reformistischen Milieus der Solidargemeinschaft der sozialdemokratischen Kulturvereine geworden.